# Di notte specialmente/Sudo
Di notte specialmente/Sudo è un singolo della cantante pop rock italiana Donatella Rettore, pubblicato in formato CD singolo nel 1994, su etichetta Rose Rosse Records. 

## Storia
Dopo alcuni anni di silenzio musicale, durante i quali la Rettore si era cimentata come attrice cinematografica in alcun film, torna alla ribalta con un nuovo singolo presentato al Festival di Sanremo 1994. La cantautrice torna sul palco della kermesse canora dopo otto anni dall'ultima partecipazione nel 1986, posizionandosi al decimo posto della classifica finale.
Il singolo riporta Rettore nella Top Ten della classifica dei singoli più venduti in Italia a distanza di undici anni dall'ultima volta (con il singolo Io ho te), conquistando il picco massimo del nono posto.
La seconda traccia del singolo, Sudo, anch'essa scritta dalla coppia Rettore/Rego, assieme alla ballad sanremese confluiranno nell'album Incantesimi notturni, ripubblicato successivamente anche come Di notte specialmente proprio grazie al successo della title track.

## Edizioni
Il singolo, il primo per la cantante pubblicato in formato CD, è stato pubblicato su etichetta Rose Rosse Records con distribuzione  Sony Music Entertainment con numero di catalogo  660181 1.

## Tracce
1. Lato A: Di notte specialmente - 4:35 (Rettore/Rego)
2. Lato B: Sudo - 4:30 (Rettore/Rego)